# Información geográfica

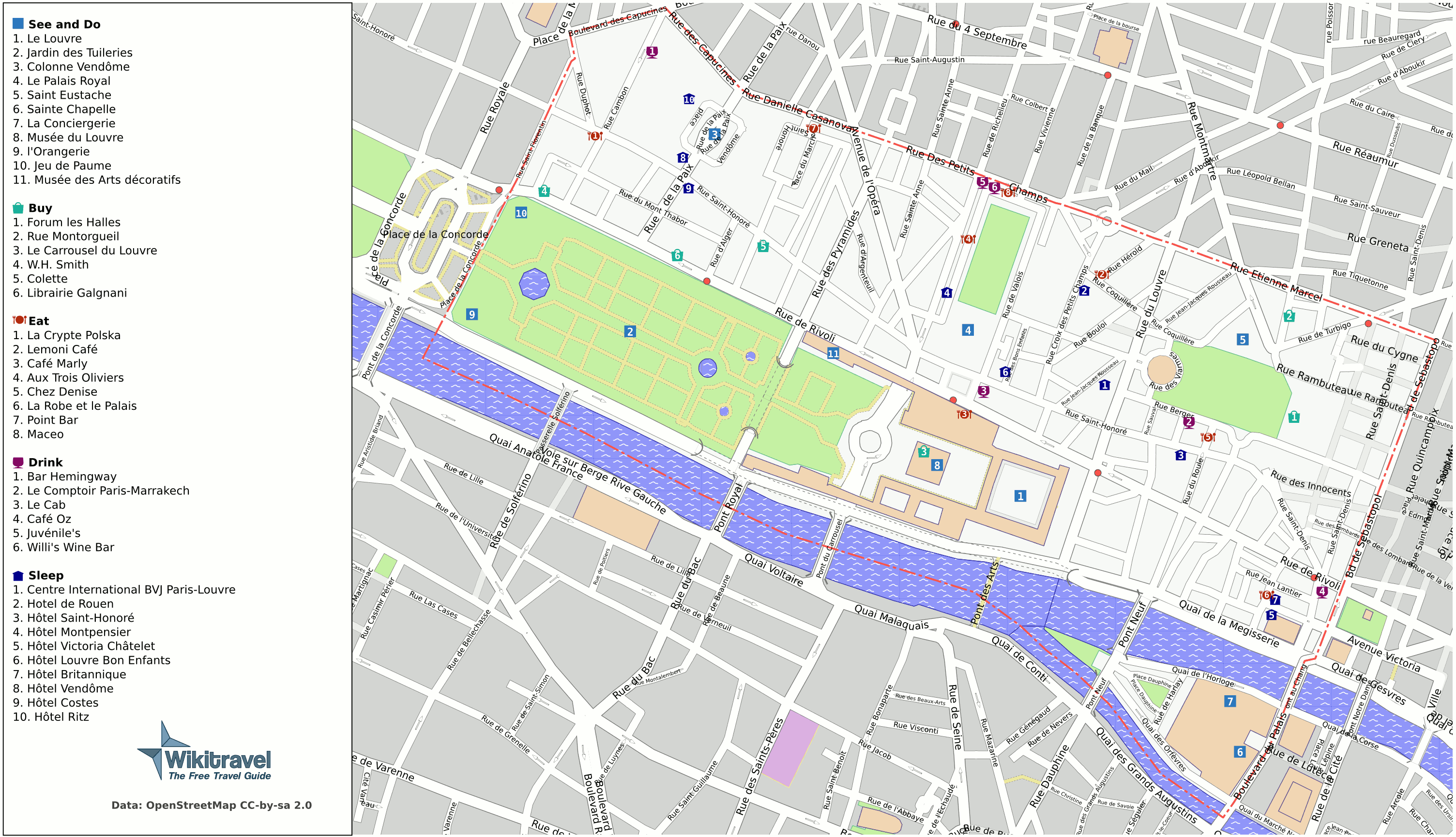
Mapa de París con anotaciones sobre puntos de interés generado para una guía impresa de viajes de Wikitravel a partir de información geográfica proveniente del proyecto OpenStreetMap

Se denomina información geográfica (IG), también llamada información geoespacial o información espacial, a aquellos datos espaciales georreferenciados requeridos como partes de operaciones científicas, administrativas o legales. Dichos geodatos poseen una posición implícita (la población de una sección censal, una referencia catastral, una dirección postal, etc.) o explícita (coordenadas obtenidas a partir de datos capturados mediante GPS, etc.). Se estima que el 70% de los datos corporativos existentes en todo el mundo poseen dicha componente geográfica.